# Andrea Genovart
Andrea Genovart   (Barcelona, 1993) és una escriptora catalana.

## Biografia
Genovart es va graduar en Teoria de la Literatura i Literatura Comparada per la Universitat de Barcelona i té un màster en Gestió Cultural per la Factoria d'Art i Desenvolupament de Madrid. Ha format part del projecte de creació artística i contemporània Espositivo (Madrid) i ha escrit guions per a espots publicitaris.
El 2023 va publicar la seva primera novel·la, titulada Consum preferent, amb la qual va obtenir el Premi Llibres Anagrama de Novel·la.
Actualment treballa com a responsable de premsa i comunicació per a diverses editorials.

## Premis i reconeixements
2023 - Premi Llibres Anagrama de Novel·la, per Consum preferent